# Геологічний ярус
Геологічний ярус (рос. ярус геологический; англ. geological stage; нім. geologisches Stockwerk, geologische Etage f, geologische Stufe f) — одиниця загальної стратиграфічної шкали, підпорядкована геологічному відділу. Виділяється за палеонтологічними ознаками, які характеризують певний етап у розвитку органічного світу, що простежується в межах низьких таксономічних категорій палеонтологічної системи. Підрозділяється на стратиграфічні зони. Об'єднує товщу гірських порід, що утворилася протягом одного геологічного віку і відповідає певному етапу геологічного розвитку Землі. Характеризується типовими для нього і тільки йому властивими родами, підродами та групами видів.
Вирішальним критерієм для встановлення обсягу та меж ярусу є дані біостратиграфічного аналізу.
Загальне число геологічних ярусів, виділених в інтервалі кембрій — неоген, досягає 88.

## Джерело
- Ярус, геологический термин — из ЭСБЕ
- Геологический словарь [Архівовано 6 березня 2016 у Wayback Machine.]
- Мала гірнича енциклопедія : у 3 т. / за ред. В. С. Білецького. — Д. : Донбас, 2004. — Т. 1 : А — К. — 640 с. — ISBN 966-7804-14-3.